# Yagami Fluctus
Lo Yagami Fluctus è una struttura geologica della superficie di Venere.